# شاهزاده تاریکی (مانوی)
در کیهان‌شناسی مانوی، جهان تاریکی که در یک خواست شهوانی برای آمیختن با نور، به جهان نور تاخت، توسط پنج آرکون شرور (دیو، اژدها، عقاب، ماهی و شیر) اداره می‌شود که با هم شاهزاده تاریکی را تشکیل می‌دهند. پدر عظمت با برانگیختن تعدادی از موجودات، که خود را قربانی می‌کنند و توسط شاهزاده تاریکی جذب می‌شوند، از حمله جلوگیری می‌کند. با این حال، با فریب پدر عظمت، هستی اکنون به نور جذب شده توسط آن‌ها بستگی دارد. برای جلوگیری از بازگشت ذرات نور به مبدأ الهی خود، آنها با زایش دو موجود اهریمنی با آن مقابله می‌کنند: ساکلا و نبروئل. شاهزاده تاریکی به عنوان برابر نهاد شدید نور ناب، نمی‌تواند از هیچ بیافریند، بلکه فقط با جفت‌گیری می‌تواند بیافریند.

## شرک و ثنویت
آگوستین قدیس که از آیین مانوی به مسیحیت گروید، مانویان را به دلیل شرک و بت‌پرستی مورد انتقاد قرار داد و اظهار داشت که مانویان به دلیل کیهان‌شناسی دوگانه خود به دو خدای متفاوت معتقدند. اسقف مانوی فاستوس از مایلو، با بیان اینکه کاتولیک‌ها به اشتباه تصور می‌کنند که شاهزاده جوهری الهی دارد، از مانویت دفاع می‌کند؛ در حالی که در واقع، شاهزاده تاریکی هیچ ویژگی مشترکی با الهی بودن ندارد، بنابراین آیین مانوی خدایان متعدد را پرستش نمی‌کند و بلکه یک خدای واقعی را پرستش می‌کند. هر دوی آنها دو اصل متفاوت هستند: اگرچه همیشه وجود دارند، اما به وضوح متمایز هستند. تنها ذرات نور درون انسانها هم جوهر خداوند یکتا هستند.

## نام‌های جایگزین
مبلغان مانوی نام شاهزاده تاریکی را بسته به مخاطب تنظیم می‌کردند. در مورد مسیحیان معمولاً از نام شیطان استفاده می‌کردند. در رابطه با اسلام، تعبیر ابلیس القدیم (ابلیس باستان) را می‌توان یافت، اما از آن به عنوان الشیطان نیز یاد می‌شود. در مانویت ایرانی به او اهریمن می‌گفتند. در ترکی قدیم به او šmnw می‌گویند.